# Nikita Malyarov
Nikita Anatolyevich Malyarov (tiếng Nga: Никита Анатольевич Маляров; sinh ngày 23 tháng 10 năm 1989) là một cầu thủ bóng đá người Nga. Anh thi đấu cho F.K. Kuban Krasnodar.
Em trai của anh Kirill Malyarov cũng là một cầu thủ bóng đá.